# Ilaria Biancová
Ilaria Biancová (* 29. května 1980 Pisa, Itálie) je bývalá italská sportovní šermířka, která se specializovala na šerm šavlí. Itálii reprezentovala v devadesátých letech a v prvním a druhém desetiletí jednadvacátého století. Na olympijských hrách startovala v roce 2008 v soutěži jednotlivkyň. V roce 1999, 2000 a 2001 obsadila druhé místo na mistrovství světa v soutěži jednotlivkyň a v roce 2003 získala titul mistryně Evropy. S italským družstvem šavlistek vybojovala v roce 1999 a 2003 titul mistryň světa a v roce 2011 titul mistryň Evropy.